# Hydropsyche brunneipennis
Hydropsyche brunneipennis là một loài Trichoptera trong họ Hydropsychidae. Chúng phân bố ở miền Tân bắc.